# Phostria euryleucalis
Phostria euryleucalis is een vlinder uit de familie van de grasmotten (Crambidae). De wetenschappelijke naam van de soort is voor het eerst gepubliceerd in 1918 door George Francis Hampson.
De spanwijdte bedraagt 42 millimeter.
De soort komt voor in Peru.